# Friedrich Jaspert
Friedrich „Fritz“ Jaspert (* 1900; † 1980) war ein deutscher Architekt, Stadtplaner und Verwaltungsbeamter.

## Leben
Friedrich „Fritz“ Jaspert war nach einem Architekturstudium zwischen 1925 und 1940 zunächst als Architekt tätig. Während des Zweiten Weltkriegs arbeitete er von 1940 bis 1945 erst als Referent beim Reichsarbeitsdienst (RAD) sowie zuletzt als Referent in der Reichsautobahndirektion Berlin. 
Nach Kriegsende fungierte er 1949 kurzzeitig als Leiter des Bauamtes des Landkreises Stendal sowie danach für kurze Zeit als Referent beim Büro Bundeshauptstadt in Bonn, ehe er zwischen 1949 und 1951 Referent beim Amt Bundeszone war. 1951 trat er ins Bundesministerium für Wohnungsbau ein und war dort zunächst zwischen 1952 und 1954 Leiter des Referats III/3 beziehungsweise ab 1953 III/4, das für die Überwachung des Beamtenwohnungsbaues und der Sonderbauprogramme sowie Mitwirkung beim Bergarbeiterwohnungsbau zuständig war. Im Anschluss fungierte er von 1954 bis 1956 als Leiter des Referats III/7, das die Verantwortung für Wohnungsfürsorge und Sonderbauprogramm des Bundes in Bonn sowie für planerische und technische Bearbeitung von Sonderbauprogrammen des Bundes trug, zu der auch Programme der Economic Cooperation Administration (ECA) und der daraus 1951 hervorgegangenen Mutual Security Agency (MSA) sowie der Europäischen Gemeinschaft für Kohle und Stahl (EGKS), der sogenannten „Montanunion“, gehörten.
Im Februar 1956 übernahm Jaspert den Posten als Leiter des Referats II/2 beziehungsweise des im November 1957 umbenannten Referats III A 2 und war als solcher bis 1959 verantwortlich für Versuchs- und Vergleichsbauten, Wiederaufbau der Städte und Städtebau. Zuletzt war er zwischen 1959 und seinem Eintritt in den Ruhestand 1965 Leiter des Referats III A 4 (Versuchs- und Vergleichsbauten) und übernahm im 1961 umbenannten Bundesministerium für Wohnungswesen, Städtebau und Raumordnung ab 1963 zusätzlich die Zuständigkeit für Demonstrativbauvorhaben.

## Veröffentlichungen
- Deutsche Pionierarbeit in Afrika, Hillgers Deutsche Jugendbücherei, 1932
- Im Wald und auf der Heide. Hermann Löns, Zeichnungen Fritz Jaspert, Safari-Verlag, 1947
- Vom Städtebau der Welt, Safari-Verlag, 1961
- Demonstrativbauvorhaben Nürnberg-Zollhaus. Werkbericht, Bundesministerium für Wohnungsbau, 1961
- Weltgeschichte der Künste. Von der Urzeit bis zur Gegenwart. Ein chronologisches Nachschlagewerk der bildenden und musischen Künste. Architektur, Städtebau, Malerei, Plastik, Graphik, Musik und Tanz, Theater, Safari-Verlag, 1966
- Städtebau, gestern und heute. Stadttypen, Stadtformen, Stadtstruktur, Mitautor Werner Hebebrand, Städtebauinstitut, 1967
- Entwicklungsgutachten Porz, Bundesforschungsanstalt für Landeskunde und Raumordnung, 1968
- Weltgeschichte der Kunst in Bildern. Architektur und Städtebau, bildende Künste der Malerei, Graphik, Plastik und der verschiedenartigen Stilformen bis zur Gegenwart. Vergleichende Zeittafeln der bildenden Künste. Safari-Verlag, Berlin 1978, ISBN 3-7934-1622-5 (formal falsch).